# Toshio Matsuura
Toshio Matsuura, född 20 november 1955 i Yokohama, Japan, är en japansk tidigare fotbollsspelare.